# Ersatzzeitpunkt
Der Ersatzzeitpunkt für ein Betriebsmittel ist nach REFA der Zeitpunkt, zu dem es gegen ein neues ausgetauscht wird. Der optimale Zeitpunkt ist der, wo die Ausgabenannuitäten des alten Betriebsmittels beginnt, bei gleicher Leistung die eines neuen zu übersteigen.